# Noireau
Noireau – rzeka we Francji, przepływająca przez tereny departamentów Calvados, Orne i Manche, w Normandii, o długości 43,3 km. Stanowi dopływ rzeki Orne.